# Modica
Mòdica (català) o Modica (italià) localment també Muòrica (sicilià) és un municipi italià, situat a la regió de Sicília i a la província de Ragusa. L'any 2007 tenia 54.005 habitants. Limita amb els municipis de Buscemi (SR), Giarratana, Ispica, Noto (SR), Palazzolo Acreide (SR), Pozzallo, Ragusa, Rosolini (SR) i Scicli.

## Història
El comtat de Mòdica fou una jurisdicció feudal de l'illa de Sicília. Fundat el 25 de març de 1296, després de les Vespres sicilianes i va desaparèixer el 12 de desembre de 1816, amb l'entrada en vigor del decret que abolia el feudalisme. Va ser un dels comtats més importants, tant a nivell administratiu com geogràfic.

## Administració
| Període | Identitat        | Partit         |
| ------- | ---------------- | -------------- |
| 2008-   | Antonino Buscema | Centreesquerra |

## Personatges il·lustres
- Salvatore Quasimodo, Premi Nobel de Literatura

## Galeria d'imatges

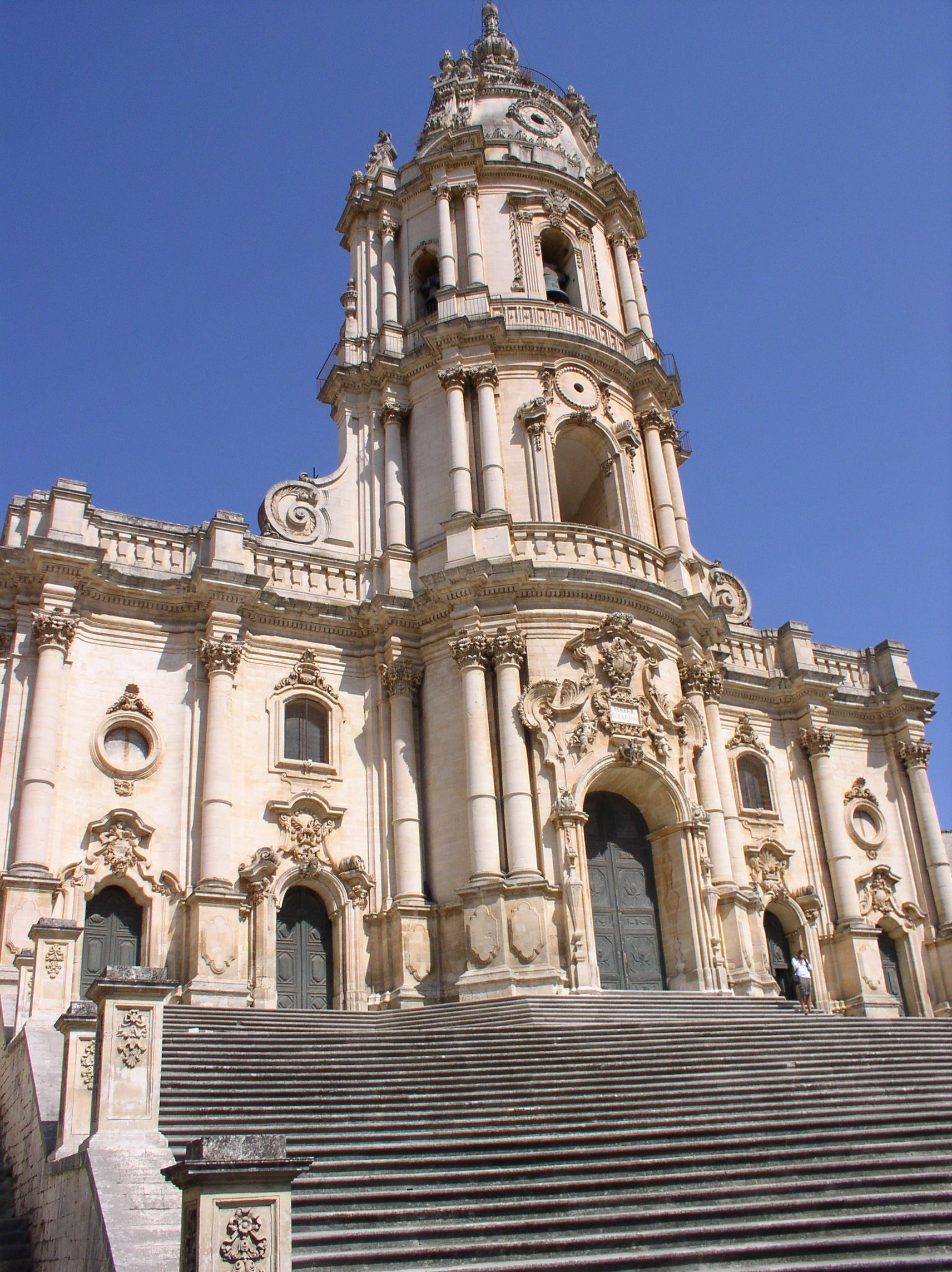
Església de San Giorgio
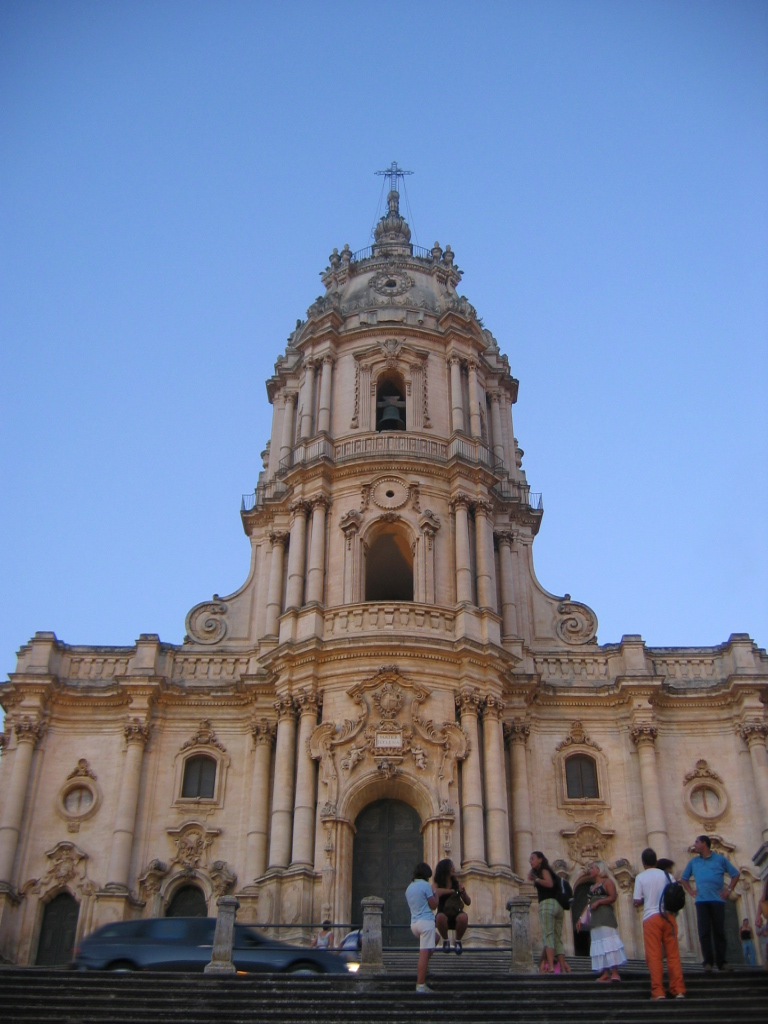
Església de San Giorgio
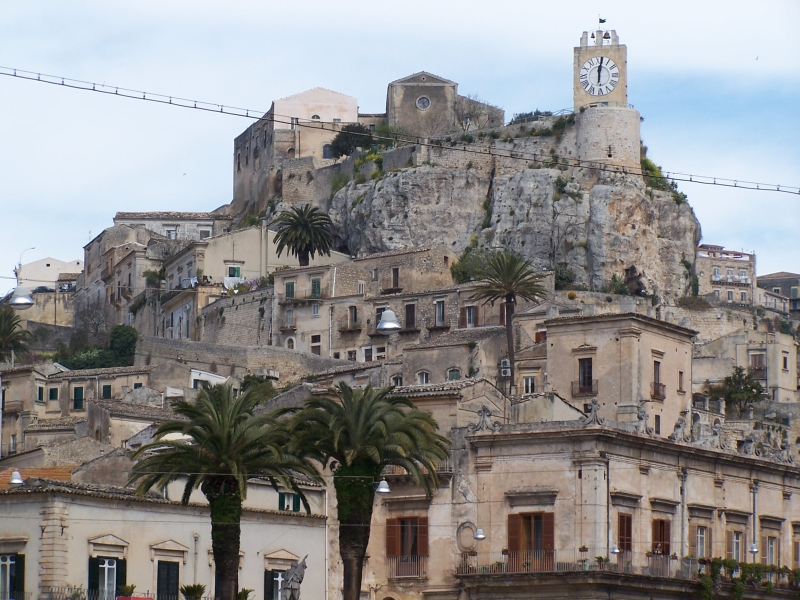
Castell del comte de Modica
Ubicació de Modica dins de la província